# آدا خان

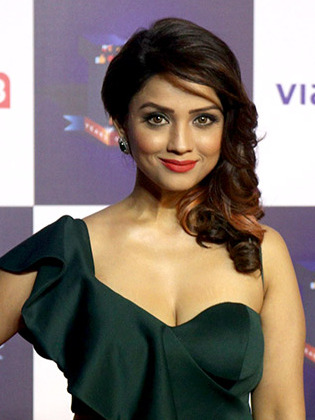
آدا خان

آدا خان بازیگر و مدل تلویزیون هندی است.    آکاشی در آن خواهران ، راجکوماری امریت در امریت مانتان ،    پیا در باسانتی رای ، "شیشا" در ناگان    و معروف به بازی در نقش آهانا در Pardees Mein Hai Mera Dil .  پس از بازی در Naagan 2، او همچنین در Yeh Rishta Kya Kehlata Hai (2018) نقش کوتاهی را انجام داد.